# Alan Bailey
Alan Brian Bailey (York, 27 marzo 1881 – L'Avana, 3 marzo 1961) è stato un canottiere canadese.
Bailey partecipò ai Giochi olimpici di Saint Louis 1904 con la squadra Argonaut Rowing Club di Toronto nella gara di otto, in cui conquistò la medaglia d'argento.

## Palmarès
| Anno | Manifestazione  | Sede        | Evento | Risultato |
| ---- | --------------- | ----------- | ------ | --------- |
| 1904 | Giochi olimpici | Saint Louis | Otto   | Argento   |